# Khamr
Khamr est un mot arabe  désignant le vin ou une boisson intoxicante. Il est défini de manières diverses comme une boisson alcoolisée, le vin ou la liqueur.
Dans le fiqh, il fait référence à certaines substances interdites et sa définition technique dépend du madhhab ou de l'école juridique. La plupart des légistes, y compris ceux des écoles juridiques Malikite, Shafiʽi, Hanbali et Ahl-i Hadith, l'ont traditionnellement considéré comme terme général désignant toute boisson enivrante fabriquée à partir de raisins, dates, et des substances similaires. Les juristes hanafites ont restreint le terme à une gamme plus étroite de boissons. Au fil du temps, certains juristes ont classé d’autres substances enivrantes, telles que l'opium et le khat, dans la catégorie du khamr, sur la base d'un hadith attribué à Mahometselon lequel : « Le Saint Prophète a dit : « tout substance enivrante est khamr, et toute substance enivrante est interdite,. » D'autres traditions attribuées à Mahomet indiquent toutefois que le khamr peut être fabriqué à partir de deux plantes, la vigne et le palmier dattier. Certains faqīhs, en particulier de l'école Hanafite, prennent le concept de khamr au pied de la lettre et interdisent les boissons alcoolisées à base de raisin (ou de dattes), et autorisent celles fabriquées avec d'autres fruits, des céréales ou du miel. Mais il s'agit toutefois d'un avis minoritaire,.
Dans l’histoire nous pouvons constater que de nombreuses élites musulmanes ont consommé de l'alcool, notamment sous le règne des Omeyyades, des Abbassides, de l'Espagne islamique (al-Andalus) et des dynasties qui ont régné sur l'Égypte et la moitié orientale persane du monde musulman et persan. Les pays islamiques ont de faibles taux de consommation d'alcool, qui est totalement interdit dans plusieurs d'entre eux et strictement contrôlé dans d'autres (la consommation n'étant autorisée que dans des lieux privés ou consommé par des non-musulmans, par exemple). Une minorité de musulmans boit et croit que la consommation d’alcool n’est pas interdite par le Coran,. Les pays à majorité musulmane produisent une variété de boissons régionales distillées telles que l'arack et le rakı. Il existe une longue tradition de viticulture au Moyen-Orient, en particulier en Égypte (où elle est légale) et en Iran (où elle est interdite).

## Base scripturale
Les versets du Coran qui au moins découragent l’alcool sont les suivants :

« Ils vous posent des questions sur le vin (khamr) et les jeux de hasard. Dites : « En eux, il y a un grand péché et [pourtant] certains tirent des avantages pour les gens. Mais leur péché est plus grand que leur bien." »

— Qur'an 2:219, 

« O vous qui reconnaissez, Ne pas aller près de la prière, (Salat) tant que vous êtes stupides (sous influence), jusqu’à ce que vous savez ce que vous dites. »

— Qur'an 4:43, 

« Ô vous qui avez cru, les boissons alcoolisées (khamr), les jeux de hasard, les sacrifices sur des autels de pierre et les flèches de divination ne sont que des souillures provenant de l'œuvre de Satan ; évitez-les donc afin de réussir.
Qur'an 5:90 »

Selon un hadith où l'imam Ahmad rapporte les propos d'Abu Maysarah, ces versets ont été révélés après que ` Umar eut demandé à Allah, pour  « nous donner une décision claire concernant Al-Khamr!  ait demandé à Allah : « Allah : « Donne-nous une décision claire concernant Al-Khamr ! » De nombreux musulmans pensent que ces versets ont été révélés au fil du temps dans le but d'éloigner progressivement les musulmans convertis de l'ivrognerie et de les amener à une sobriété totale, car interdire l'alcool de manière abrupte aurait été trop sévère et impraticable.
Une minorité de musulmans boit et pense que la consommation d'alcool n'est pas interdite par le Coran,.

### Châtiment
Il n’y a pas de sanction prévue par le Coran pour la consommation d'alcool.
Parmi les hadiths, la seule référence à une punition est celle d'Anas ibn Malik (selon Murtaza Haider de Dawn.com au Pakistan), qui aurait déclaré que Mahomet avait prescrit 40 coups de fouet « administrés avec deux branches de palmier... pour une personne accusée d'avoir consommé de l'alcool. » L'érudit saoudien Saalih al-Munajjid affirme également qu'un hadith rapporté par Sahih Muslim (3281) d'après Anas relate que Mahomet a fouetté quelqu'un qui avait bu du vin avec des branches de palmier dépouillées de leurs feuilles avec des chaussures.

## Interprétation

### Débat: sur tous les alcools ou seulement sur le vin
Les premiers califes distribuaient du vin cuit (tilā') aux troupes musulmanes, considérant qu'il n'était plus enivrant. Cependant, la fermentation pouvait reprendre dans les amphores, et le calife Omar II dut interdire la consommation de cette boisson.
À l'instar de l'école rationaliste de théologie islamique, les Muʿtazila, les premiers érudits hanafites ont maintenu le caractère illicite de l'ivresse, mais ont limité sa définition au jus fermenté de raisin ou et de dattes. En conséquence, l'alcool dérivé du miel, de l'orge, du blé et du millet comme la bière, le whisky ou la vodka était autorisé selon une faction mineure de disciples d'Abu Hanifa et d'Abu Yusuf, bien que toutes les formes d'alcool de raisin fussent absolument interdites. Ce qui contrastait fortement avec les autres écoles de fiqh, qui interdisent la consommation d'alcool sous toutes ses formes, bien que les Hanafis fassent remonter leur point de vue sur les substances enivrantes à Omar (mort en 644) et à Abdullah ibn Masud (vers 653)[citation nécessaire].
Averroès, le polymathe et juriste musulman andalou, l'explique ainsi dans son encyclopédie de jurisprudence islamique comparée :
« Dans leur raisonnement, ils ont dit que le Coran a explicitement établi que la Illa (cause sous-jacente) de l'interdiction du khamr est qu'il empêche le rappel de Dieu et engendre l'inimitié et la haine... [cela] ne se trouve que dans une certaine quantité de liqueur enivrante et non dans ce qui est inférieur à cela ; il s'ensuit donc que seule cette quantité doit être interdite. »
Cette justification s'applique à l'utilisation de l'alcool dans les médicaments, l'hygiène, les parfums, etc. selon l'école de pensée hanafite, et cette distinction entre le statut juridique du vin et des boissons alcoolisées autres que le raisin s'est donc reflétée dans la doctrine juridique hanafite à ses débuts. Les juristes hanafites ont divisé les délits liés à la consommation d'alcool en deux catégories :
1. Boire du vin dérivé du raisin (sanction applicable à la consommation « même d'une goutte »)[21].
2. Intoxication par des substances non dérivées du raisin (certainement interdite d'un point de vue religieux et moral, mais qui peut ou non donner lieu à une sanction pénale)[22][citation nécessaire].

La deuxième catégorie de sanctions étant spécifique aux hanafites (les autres écoles punissent la consommation d'alcool indépendamment de l'état d'ébriété), il leur a fallu trouver une définition juridique de l'ivresse. Ces définitions allaient de celle d'Ibn Qutaybah, « [l'ivrogne est celui qui] ne fait pas la différence entre un homme et une femme ou entre la terre et le ciel ». La conception hanafite de la charia permettait non seulement aux adeptes de s'adonner aux boissons alcoolisées, mais aussi de le faire jusqu'à un point proche de l'« anéantissement » total.
Toutefois, à partir du XIIe siècle, l'école hanafite a adopté l'interdiction générale de toutes les boissons alcoolisées, à l'instar des autres écoles.
L'alcool dérivé du miel, du blé, de l'orge ou du maïs est haram lorsqu'il est utilisé comme intoxicant, dans une quantité qui intoxique. Mais s'il n'est pas utilisé de cette manière et qu'il est destiné à des fins médicales, d'hygiène, de parfum, etc. il serait alors autorisé.

### De la punition
Selon l'érudit Muhammad Al-Munajjid d'Arabie Saoudite, le consensus des jurisconsultes classiques concernant la punition pour la punition de la consommation d'alcool est la flagellation, mais les savants divergent quant au nombre de coups de fouet à administrer au buveur, « la majorité des compétents sont d'avis qu'il s'agit de quatre-vingts coups de fouet pour un homme libre » et de quarante pour les esclaves et les femmes. Un homme condamné pour avoir consommé de l'alcool a reçu 80 coups de fouet sur une place publique dans la ville iranienne de Kashmar, le 10 juillet 2018. Au Pakistan, le code pénal, en vertu de l'ordonnance de 1979 sur l'interdiction (application du hadd), accorde 80 coups de fouet aux personnes reconnues coupables de consommation d'alcool. En Arabie saoudite, les coups de fouet « peuvent également faire partie de la peine » pour la consommation d'alcool, selon l'ambassade britannique. Cependant, selon Murtaza Haider de Dawn.com au Pakistan, « un consensus ( ijmāʿ ) sur la manière de traiter l'alcool a échappé aux juristes musulmans pendant plus d'un millénaire ». Les « écoles Maliki, Hanbali et Hanafi » de jurisprudence islamique considèrent que 80 coups de fouet sont une punition légale, tandis que l'école Shafi'i préconise 40 coups de fouet. « Le Hadith ne couvre pas la question de manière suffisamment détaillée. ... S'agit-il de 40 ou de 80 coups de fouet ? 
Peut-on remplacer les branches de palmier par une canne ou des fouets en cuir ? Qu'est-ce qui constitue une preuve de consommation ? »
Les résidents des Émirats arabes unis peuvent consommer de l'alcool chez eux et dans des établissements titulaires d'une licence. Les licences d'alcool sont toujours nécessaires pour les résidents de Dubaï, mais les résidents d'Abu Dhabi et des autres Émirats (à l'exception de l'Émirat de Sharjah) n'ont plus besoin de licence pour acheter de l'alcool pour leur consommation personnelle.
En 2024, il a été annoncé que la loi saoudienne autoriserait les diplomates saoudiens à acheter de l'alcool en Arabie saoudite pour la première fois après une interdiction de 70 ans.